# David Sheldrick Wildlife Trust
Der David Sheldrick Wildlife Trust (DSWT) ist eine Nichtregierungsorganisation in Nairobi, die sich vor allem um verwaiste Tiere kümmert und laut Spiegel Online „die weltweit erfolgreichste Rettungs- und Auswilderungsstation für Elefantenwaisen“ ist. In Großbritannien und den USA wurde der Trust 2004 als Wohlfahrtsorganisation anerkannt. DSWT wurde 1977 von Daphne Sheldrick zum Gedenken an ihren Ehemann David Sheldrick gegründet.
Unterstützt wird die Organisation u. a. von der Aktionsgemeinschaft Artenschutz.

## Allgemeine Ziele
Am bekanntesten ist DSWT durch die Aufzucht und den Arterhalt von Elefanten und Spitzmaulnashörnern.
Der Trust unterstützt den Kenya Wildlife Service seit April 1999 durch sieben Gruppen, die Fallen entschärfen. Diese patrouillieren den Tsavo-East- und Tsavo-West-Nationalpark, deren angrenzenden Gebiete sowie den Kibwezi Forest. Um diese Gruppen zu unterstützen, besitzt DSWT vier Flugzeuge (zwei Cub Crafters CC18-180 Top Cubs, eine Piper Super Cub und eine Cessna 18), die die Tsavo Conservation Area (bestehend aus Tsavoe-East-, Tsavo-West- und Chyulu-Hills-Nationalpark) sowie den Kibwezi Forest überfliegen.
DSWT arbeitet auch mit den Einwohnern zusammen, die an den Nationalparks und geschützten Gebieten leben. So werden etwa Sachspenden organisiert, die Schulbildung unterstützt oder Zäune errichtet, um die Felder vor den Tieren zu schützen.
Ein weiteres Einsatzgebiet für den Trust ist der Naturschutz und die Erhaltung von Lebensräumen der Wildtiere. Dabei unterstützen sie die Tsavo Conservation Area, den Kibwezi Forest sowie den Lamu Conservation Trust, der in der Nähe von Lamu 255 km2 als privates Naturreservat schützen möchte.

## Elefantenwaisenhaus
Das Elefantenwaisenhaus liegt am Stadtrand von Nairobi, direkt am Nairobi National Park. Dort finden Elefantenbabys, die ihre Eltern verloren haben, ein neues Zuhause. Die meisten Eltern dieser Elefanten sind Opfer von Wilderei geworden. Übrig bleiben meist nur die Jungtiere, welche durch den Verlust der Herde in kürzester Zeit verhungern oder die Beute von Raubtieren werden, wenn sie nicht rechtzeitig von Wildhütern gefunden und in das Waisenhaus gebracht werden.
Die Tiere bekommen dort eine Betreuung durch mehrere Pfleger rund um die Uhr. Sie bleiben dort, bis sie ungefähr zwei Jahre alt sind und werden anschließend in den Tsavo-Nationalpark und die dortige Auswilderungsstation umgesiedelt. Hier erlernen sie durch Hilfe der älteren bereits ausgewilderten Elefanten nach und nach das Leben in freier Wildbahn kennen.
Dem Elefantenwaisenhaus wurden in den deutschen Fernsehserien Elefant, Tiger & Co. und Wildes Leben eigene Folgen gewidmet. Für die Dokumentation „Im Einsatz für Elefanten“ besuchte Hannes Jaenicke zusammen mit der Aktionsgemeinschaft Artenschutz die Elefanten im Waisenhaus in Nairobi und in der Auswilderungsstation am Tsavo-East-Nationalpark.
Bis 2013 konnten bereits über 150 Elefanten großgezogen und ausgewildert werden. Zeitgleich wurden damals 80 Elefanten im Elefantenwaisenhaus betreut, von denen 45 binnen eines Jahres hinzugekommen waren – die größte Anzahl seit der Gründung im Jahre 1977.

## Mediale Aufmerksamkeit
Mit zwei Aktionen versuchte der DSWT im Dezember 2013 weltweite mediale Aufmerksamkeit zu erreichen. Zum einen setzen sich berühmte Väter wie William, Duke of Cambridge, Basketballstar Yao Ming und Fußballikone David Beckham für den Erhalt und die Rettung der Elefanten Afrikas ein. Weiter besteht die Möglichkeit, eine Patenschaft für einen Elefanten zu übernehmen.